# 石原豪人

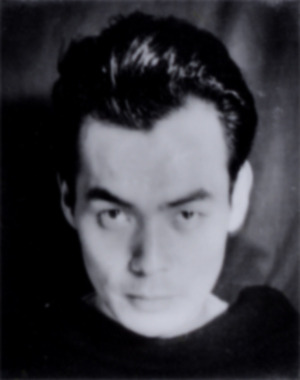
石原豪人肖像

石原 豪人（いしはら ごうじん、1923年3月15日 - 1998年6月19日）は、日本のイラストレーター。別ペンネームに林月光（はやし げっこう）。本名：石原徹。島根県簸川郡大社町出身。日本大学芸術学部中退。

## 略歴
18歳で満州に渡り、映画看板などを描く。体調を崩したため、1955年頃（昭和30年）から挿絵画家としての仕事を始める。以後40年間にわたって精力的に描き続けた。
テレビがなかった時代の映画の看板から始まり、光文社の江戸川乱歩シリーズの挿絵（『魔法人形』ほか数巻のみ）、立風書房のジャガーバックスシリーズを始めとする怪奇系児童書、小学館の「なぜなに学習百科」シリーズ、各社の学年誌・少年雑誌・少女雑誌の怪獣・怪人・幽霊・妖怪・怪奇現象などのイラストを手がけた。平成に入ってからはサブカルチャー雑誌やトレンド雑誌、家庭用ゲーム誌の挿絵までカバーしていた。
林月光の名義でゲイ雑誌やSM雑誌の濃厚な挿絵も手がけていた。
画風はノーマン・ロックウェルの影響を受けている。「好き嫌いがなくてこそ高級な人間」をモットーとしており、注文されれば分野を問わず何でも描いた。手がけた分野は、紙芝居・映画看板・カストリ雑誌・学習雑誌・少年雑誌・少女雑誌・芸能雑誌・新聞小説・劇画・広告・アメリカンコミックに至る。さらにはシスコのキャプテンウルトラチョコレートのパッケージと包装紙まで手がけ、ファミ通にスーパーマリオブラザーズの絵を描いたこともある。その作品点数の多さゆえに、自宅の床が抜けたというエピソードもある。

## 著書
- 『柳生十兵衛』　(1971年8月25日､実業之日本社　ホリデーコミックス23)
石原による漫画作品｡フジテレビの同名時代劇(主演：山口崇)のコミカライズ版。
- 石原豪人 『謎とき・坊っちゃん』 （2004年、飛鳥新社）ISBN 4870316269
夏目漱石の『坊っちゃん』の登場人物が、全員男色家であったという大胆な仮説に基づき、石原豪人が少年の頃からこの作品に感じていた疑問を解明していった作品。石原豪人唯一の著書だが、彼の死後に刊行された。

## 他者による編書・挿絵イラスト集
- 『昭和美少年手帖』　 (2003年、河出書房新社) - 石原のほか、高畠華宵、山口将吉郎、伊藤彦造、山川惣治らによる昭和期雑誌挿絵
- 『石原豪人〜「怪奇」と「エロス」を描いたイラストレーター （らんぷの本）』　中村圭子（編）（2004年、河出書房新社）ISBN 4309727387
- 『石原豪人 妖怪画集』中村圭子・三谷薫 (編)（2012年、復刊ドットコム）
- 『林月光a.k.a.石原豪人画集 花咲くオトコたち～ボーイズ・ラヴの悦び』（2022年、河出書房新社）

## 挿絵・イラスト
- 『林月光』名義で、月刊誌『くいーん』の女装小説の挿絵を多く描いている。

## 関連書籍
- 竹熊健太郎 『箆棒な人々―戦後サブカルチャー偉人伝』 （1998年、太田出版）ISBN 4872334124（ロングインタビュー）